# ФК Полет 1980
ФК Полет 1980 је српски фудбалски клуб из Лапљег Села. Тренутно се такмичи у Косовској окружној лиги.
У септембру 2013. одиграна је пријатељска утакмица између најмлађих екипа Полета и Војводине и том приликом је потписана повеља о братимљењу два клуба. Клуб је у континуитету наступао у окружним лигама на простору Косова и Метохије до пласмана у Зону Југ 2017. Полет се у шеснаестини финала Купа Србије исте године састао са суботичким Спартаком и том приликом на поклон добио гарнитуру дресова. Другу је донирала Црвена звезда месец дана касније. После још једне сезоне у нижем рангу, Полет се у Зону Југ вратио 2019. године. Као и приликом ранијег учешћа у том такмичењу, своје противнике дочекивали су на стадиону Косанице у Куршумлији.
Школа фудбала клуба окупља децу из Лапљег Села и околине.

## Новији резултати
| Сезона   | Ранг | Лига                           | Позиција | Куп                  |
| -------- | ---- | ------------------------------ | -------- | -------------------- |
| 2011/12. | 5.   | Окружна лига Косова и Метохије | 3        | Није се квалификовао |
| 2012/13. | 5.   | Косовска окружна лига          | 3        | Није се квалификовао |
| 2013/14. | 5.   | Косовска окружна лига          | 4        | Није се квалификовао |
| 2014/15. | 5.   | Косовска окружна лига          |          | Није се квалификовао |
| 2015/16. | 5.   | Окружна лига Централног Косова |          | Није се квалификовао |
| 2016/17. | 5.   | Косовско-поморавска лига       | 1.       | Није се квалификовао |
| 2017/18. | 4.   | Зона Југ                       | 15.      | шеснаестина финала   |
| 2018/19. | 5.   | Косовска окружна лига          | 1.       | Није се квалификовао |
| 2019/20. | 4.   | Зона Југ                       |          | Није се квалификовао |
| 2020/21. | 5.   | Косовска окружна лига          | 1.       | Није се квалификовао |
| 2021/22. | 4.   | Зона Југ                       | одустао  | Није се квалификовао |
| 2022/23. | 5.   | Косовска окружна лига          | 4        | Није се квалификовао |